# Трисульфид дилантана
Трисульфид дилантана — бинарное неорганическое соединение металла лантана и серы с формулой La2S3, красновато-жёлтые кристаллы, нерастворимые в воде.

## Получение
- Действие паров серы на металлический лантан:

{\displaystyle {\mathsf {2La+3S\ {\xrightarrow {600-800^{o}C}}\ La_{2}S_{3}}}}
- Действие сероводорода на лантан:

{\displaystyle {\mathsf {2La+3H_{2}S\ {\xrightarrow {600-650^{o}C}}\ La_{2}S_{3}+3H_{2}}}}
- Действие сероводорода на оксид лантана в присутствии восстановителей:

{\displaystyle {\mathsf {La_{2}O_{3}+3H_{2}S+3C\ {\xrightarrow {1000^{o}C}}\ La_{2}S_{3}+3CO+3H_{2}}}}

## Физические свойства
Трисульфид дилантана образует красновато-жёлтые кристаллы кубической сингонии, пространственная группа I 43d, параметры ячейки a = 0,8706 нм.
Не растворяется в холодной воде, p ПР = 26,28.

## Химические свойства
- Реагирует с горячей водой:

{\displaystyle {\mathsf {La_{2}S_{3}+6H_{2}O\ {\xrightarrow {100^{o}C}}\ 2La(OH)_{3}+3H_{2}S\uparrow }}}
- Реагирует с кислотами:

{\displaystyle {\mathsf {La_{2}S_{3}+3HCl\ {\xrightarrow {}}\ 2LaCl_{3}+3H_{2}S\uparrow }}}
- Окисляется кислородом воздуха при нагревании:

{\displaystyle {\mathsf {2La_{2}S_{3}+9O_{2}\ {\xrightarrow {>650^{o}C}}\ 2La_{2}O_{3}+6SO_{2}\uparrow }}}